# 大庭景親
大庭 景親（おおば かげちか）は、平安時代末期の相模国の武将。平良文の末裔である鎌倉景正の流れを汲む大庭氏の一族（景親は景正の曾孫にあたる）。
平治の乱後に平家の忠実な家人になり、治承4年（1180年）に義朝の遺児・源頼朝が挙兵すると平家方の武士を率いて石橋山の戦いで頼朝を撃破した。しかし、安房国へ逃れた頼朝が再挙して多くの東国武士に迎えられて鎌倉へ入ると抗する術を失う。頼朝が富士川の戦いで平氏を破った後に降伏し、処刑された。

## 生涯

### 大庭御厨
大庭氏は坂東八平氏の鎌倉氏の流れを汲む一族で、相模国大庭御厨（神奈川県寒川町、茅ヶ崎市、藤沢市）の下司職を相伝していた。天養元年（1144年）に源義朝の郎党が相模国田所目代と共に三浦氏、中村氏を率いて大庭御厨に侵攻した（大庭御厨事件）。この義朝らの行動は朝廷から不問に付される。
保元元年（1156年）の保元の乱では義朝の軍勢に属している。なお、この従軍は義朝への私的な臣従ではなく、後白河天皇の命を受けた国衙からの命令に従っただけという説もある。兄の景義とともに白河北殿の西門を守る源為朝に挑みかかり、後三年の役で源義家のもとで戦った鎌倉景正の末裔であると名乗りを上げた。為朝は鏑矢を放ち景義の左の膝を砕いた。景親は落馬した兄を助け出して退散している。
保元の乱は義朝の属する後白河天皇方の勝利に終わったが、平治元年（1159年）の平治の乱で義朝は敗死して源氏は没落する。
その後、相模国の国衙在庁系豪族の三浦氏や中村氏は義朝に近い立場であったため相模国内においては劣勢に立たされ、逆に義朝とは疎遠であったと思われる景親は平家への接近に成功し、それによって相模国内の大庭氏の立場は強化される。

### 頼朝の挙兵
治承4年（1180年）5月、以仁王と源頼政が平氏打倒の兵を挙げると、足利忠綱らとともに追討の任にあたり、これを破った（以仁王の挙兵）。その後も在京していた景親は平家の家人の上総介・伊藤忠清に呼ばれ、駿河国の長田入道から北条時政（頼朝の舅）と比企掃部允（頼朝の乳母の夫でこの時には死去している）が伊豆国の流人の頼朝を擁立して謀反を企てているとの密書があったと知らされる。実際に頼朝は挙兵を決意し、内々に準備を進めていた。頼朝に同心する者の中には兄の景義もいた。
8月2日に東国の所領へ帰国した景親は、9日に佐々木秀義を自邸へ招いて頼朝に謀反の疑いあることを相談した。秀義の息子たち（定綱、経高、盛綱、高綱）は既に頼朝と意を通じており、驚愕した秀義は直ちに頼朝に使者を送り告げた。この報告を受けて、頼朝は挙兵を急ぐことを決める。17日、頼朝は挙兵し、伊豆目代・山木兼隆の館を襲撃して殺害。頼朝は300余騎をもって土肥実平の所領のある相模国土肥郷（神奈川県湯河原町）まで進出した。
景親は頼朝を迎え撃つべく弟の俣野景久をはじめ渋谷重国、糟屋盛久、熊谷直実ら平氏方3,000余騎を集めて石橋山（神奈川県小田原市）で頼朝の軍と対峙した。23日、三浦一族の軍勢が頼朝と合流すべく迫っているのを知った景親は大雨の上にすでに日が暮れているにもかかわらず攻撃をしかけた。数に勝る大庭勢は圧勝し、寡兵の頼朝軍は壊滅して山中へ逃げ込んだ（石橋山の戦い）。
景親は山中をくまなく捜索させるが、梶原景時が頼朝の所在を知りながら景親らを別の山峯へ導いたために取り逃がしてしまった。頼朝は土肥実平の手引きで船を仕立て安房国へ逃れる。
9月2日に頼朝挙兵を知らせる景親の早馬が平清盛のいる福原に到着し、追討軍の派遣が決められるが、編成は遅々として進まなかった。その間に、頼朝は安房国で再挙して房総半島を進軍し、千葉常胤、上総広常がこれに加わり、武蔵国と下総国との国境の隅田川に達した9月末には2万騎以上になっていた。
10月には豊島清元、葛西清重、足立遠元、河越重頼、江戸重長、畠山重忠ら東国武士が続々と頼朝に参陣して数万騎に膨れ上がり、景親には抵抗する術がなくなってしまった。10月6日、頼朝は抵抗を受けることなく鎌倉に入った。
平維盛を総大将とする追討軍の進発は遅れに遅れ、諸国の駆武者をかき集めながら進軍するが、西国の飢饉のために士気は低下していた。10月13日にようやく駿河国へ入ったが、その直後に現地の平氏方の駿河目代橘遠茂が甲斐源氏に撃破されてしまう（鉢田の戦い）。
18日、景親は平氏軍と合流するために1,000騎を率いて出発するが、西方はすでに敵方に固められていたため、やむなく兵を解いて河村山へ逃げ去った。
20日、富士川で源氏の大軍と対峙していた平維盛の平氏軍は戦わずして敗走してしまう（富士川の戦い）。

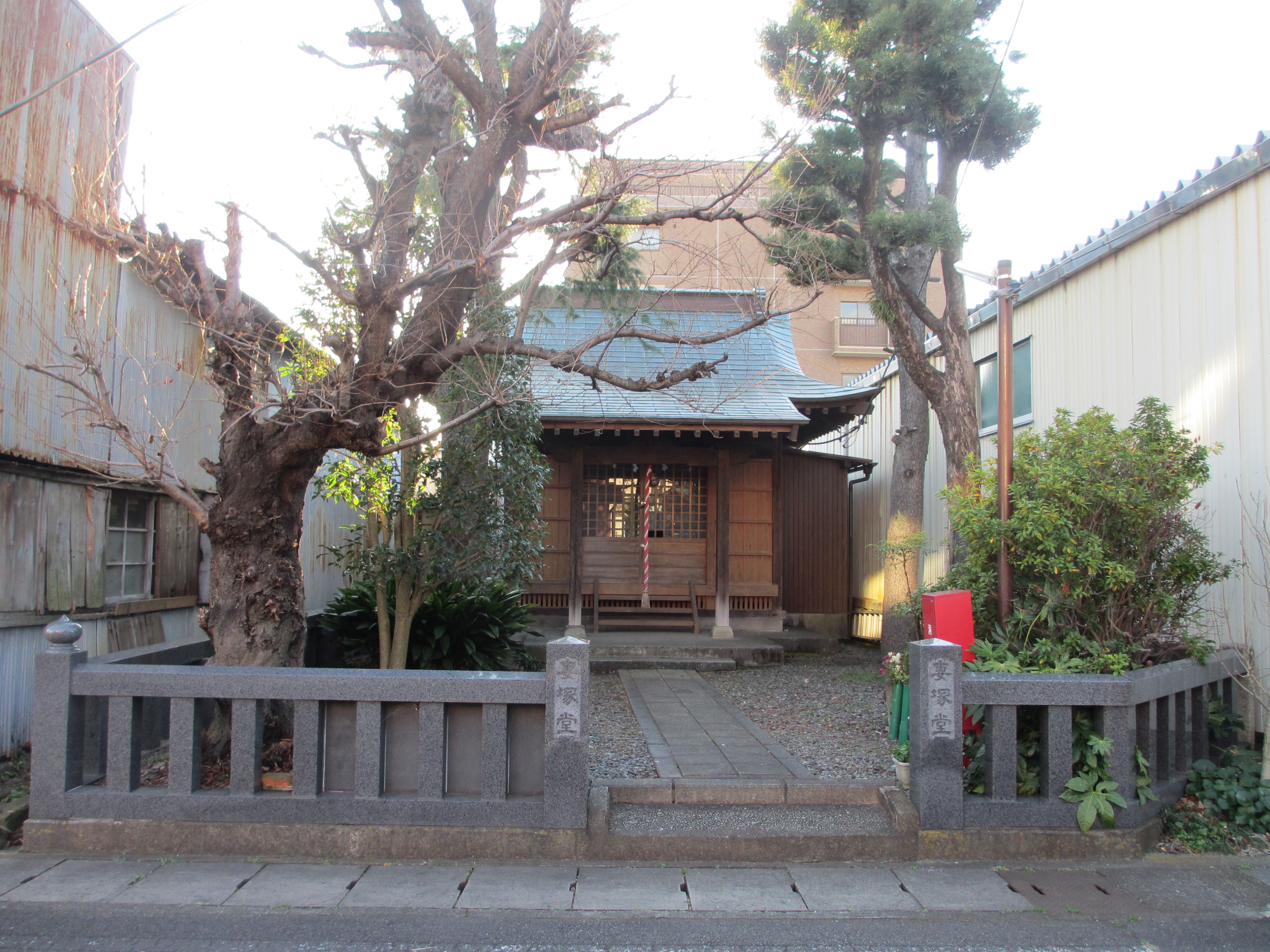
妻塚観音堂、三島市東本町1‐13大庭景親公の妻を祀る御堂、最寄三島田町駅

23日、景親は遂に降伏し、上総広常に預けられる。26日に固瀬川（境川、神奈川県藤沢市片瀬）で処刑され梟首された。
頼朝の挙兵に早くから参じていた兄の景義は御家人に列し、鎌倉幕府に仕えて長寿を全うしている。